# Жанатурмыс (Карасуский сельский округ)
Жанатурмыс (каз. Жаңатұрмыс, до 2000 г. — Новосёловка) — село в Сайрамском районе Туркестанской области Казахстана. Входит в состав Карасуского сельского округа. Код КАТО — 515257800.

## Население
В 1999 году население села составляло 283 человека (150 мужчин и 133 женщины). По данным переписи 2009 года, в селе проживало 456 человек (226 мужчин и 230 женщин).